# Јанис Варуфакис
Јанис „Гианис” Варуфакис (грч. Ιωάννης "Γιάνης" Βαρουφάκης; 24. март 1961) је грчки економиста који је био члан Хеленског парламента у периоду између јануара и септембра 2015. године. Представљао је владајућу Коалицију радикалне љевице и био је на позицији министра финансија седам мјесеци. Гласао је против услова трећег програмског економског пакета за Грчку. У фебруару 2016. године, Варуфакис је основао политички покрет Демократија у Европи покрет 2025.
Варуфакис је учесник у текућим дебатама о свјетској и европској кризи, аутор је књигa „Глобални минотаур” ,„Моји разговори с ћерком о економији” и неколико академских текстова о економији и теорији игара, професор је економске теорије на Универзитету у Атини и приватни је консултант компаније Valve. Посједује држављанство Грчке и Аустралије и каже за себе да је ’либертаријански марксиста’.